# اوبر گرافندورف
اوبر گرافندورف (به آلمانی: Ober-Grafendorf) یک منطقهٔ مسکونی در اتریش است که در ناحیه زانکت پولتن-لاند واقع شده‌است. اوبر گرافندورف ۲۴٫۵۶ کیلومتر مربع مساحت دارد ۲۸۰ متر بالاتر از سطح دریا واقع شده‌است.